# Naturbahnrodel-Europameisterschaft 2004
Die 20. FIL Naturbahnrodel-Europameisterschaft fand vom 6. bis 8. Februar 2004 im österreichischen Hüttau statt.

## Technische Daten der Naturrodelbahn
| Name                   | Höllgrub     |
| Start                  | 1159 m ü. A. |
| Ziel                   | 1038 m ü. A. |
| Höhendifferenz         | 0.121 m      |
| Durchschnittl. Gefälle | 0.013,5 %    |
| Länge                  | 0.893 m      |

## Einsitzer Herren
| Platz | Name                  | Zeit          |
| ----- | --------------------- | ------------- |
| 01    | Gerhard Pilz          | 3:12,62 min   |
| 02    | Andreas Castiglioni   | + 00,59 s     |
| 03    | Gerald Kallan         | + 01,03 s     |
| 04    | Martin Psenner        | + 01,12 s     |
| 05    | Anton Blasbichler     | + 01,40 s     |
| 06    | Patrick Pigneter      | + 01,49 s     |
| 07    | Andreas Gruber        | + 01,55 s     |
| 08    | Gerald Kammerlander   | + 01,68 s     |
| 09    | Florian Breitenberger | + 01,73 s     |
| 10    | Roland Kallan         | + 01,80 s     |
| 11    | Gernot Schwab         | + 01,86 s     |
| 12    | Robert Batkowski      | + 02,15 s     |
| 13    | Christoph Wagner      | + 02,16 s     |
| 14    | Daniel Quitta         | + 02,45 s     |
| 15    | Marcus Grausam        | + 02,66 s     |
| 16    | Philipp Wagner        | + 02,73 s     |
| 17    | Rudi Resch            | + 03,26 s     |
| 18    | Borut Fejfar          | + 03,98 s     |
| 19    | Borut Kralj           | + 04,03 s     |
| 20    | Alexei Lebedew        | + 04,09 s     |
| 21    | Christian Schatz      | + 04,72 s     |
| 22    | Alexander Jegorow     | + 05,07 s     |
| 23    | Žiga Pagon            | + 06,05 s     |
| 24    | Georg Maurer          | + 06,15 s     |
| 25    | Gašper Benedik        | + 06,42 s     |
| 26    | Björn Kierspel        | + 06,43 s     |
| 27    | Kaj Johnson           | + 06,85 s     |
| 28    | Ervin Marn            | + 07,20 s     |
| 29    | Pawel Porschnew       | + 07,24 s     |
| 30    | Greg Jones            | + 07,97 s     |
| 31    | Damian Waniczek       | + 08,23 s     |
| 32    | Christian Wichan      | + 08,66 s     |
| 33    | John Gibson           | + 08,75 s     |
| 34    | Adam Sladek           | + 09,22 s     |
| 35    | Rudolf Schwarz        | + 10,38 s     |
| 36    | Andrej Laszczak       | + 11,58 s     |
| 37    | Loren Montcalm        | + 13,87 s     |
| 38    | Julien Schultz        | + 15,28 s     |
| 39    | Kenan Suljagić        | + 19,02 s     |
| 40    | Juri Harzula          | + 19,30 s     |
| 41    | Galabin Bozew         | + 19,82 s     |
| 42    | Armin Babić           | + 24,88 s     |
| 43    | Iwan Nikolow          | + 25,26 s     |
| 44    | Slatomir Sdrawkow     | + 30,78 s     |
| 45    | Marian Negotei        | + 49,89 s     |
| --    | Iwan Lasarew          | DNS (2. Lauf) |
| --    | Sebastian Constantin  | DNS (1. Lauf) |
| --    | Denis Alimow          | DNS (1. Lauf) |

Datum: 7. Februar (1. Wertungslauf) und 8. Februar 2004 (2. und 3. Wertungslauf)
Der Österreicher Gerhard Pilz wurde zum zweiten Mal in Folge Europameister im Einsitzer. Die Silbermedaille gewann der Italiener Andreas Castiglioni, Dritter wurde Gerald Kallan aus Österreich. 

## Einsitzer Damen
| Platz | Name                   | Zeit        |
| ----- | ---------------------- | ----------- |
| 01    | Jekaterina Lawrentjewa | 3:15,14 min |
| 02    | Christa Gietl          | + 01,39 s   |
| 03    | Barbara Abart          | + 01,50 s   |
| 04    | Marlies Wagner         | + 01,86 s   |
| 05    | Julija Wetlowa         | + 02,10 s   |
| 06    | Karolina Waniczek      | + 02,28 s   |
| 07    | Renate Gietl           | + 03,37 s   |
| 08    | Renate Kasslatter      | + 03,48 s   |
| 09    | Sandra Lanthaler       | + 03,84 s   |
| 10    | Sandra Mariner         | + 03,86 s   |
| 11    | Ewelina Żurek          | + 04,30 s   |
| 12    | Tina Unterberger       | + 04,82 s   |
| 13    | Irene Mitterstieler    | + 05,62 s   |
| 14    | Melanie Batkowski      | + 06,01 s   |
| 15    | Michaela Maurer        | + 06,90 s   |
| 16    | Anna Braun             | + 08,03 s   |
| 17    | Živa Janc              | + 08,59 s   |
| 18    | Oksana Jelessina       | + 10,21 s   |
| 19    | Mateja Kralj           | + 10,39 s   |
| 20    | Melissa Jones          | + 10,47 s   |
| 21    | Ursina Schneider       | + 12,70 s   |
| 22    | Aljona Aschtscheulowa  | + 18,59 s   |
| 23    | Roksolana Byljakowska  | + 26,35 s   |
| 24    | Melika Hasanovic       | + 37,91 s   |
| 25    | Belma Kamenias         | + 39,52 s   |
| 26    | Sylvia Plucnarová      | + 45,36 s   |

Datum: 7. Februar (1. und 2. Wertungslauf) und 8. Februar 2004 (3. Wertungslauf)
Die Russin Jekaterina Lawrentjewa, die schon 2000 Weltmeisterin war, wurde mit Bestzeiten in allen drei Wertungsläufen Europameisterin im Einsitzer der Damen. Platz zwei erreichte die Italienerin Christa Gietl, die zuvor schon mehrere Medaillen bei Welt- und Europameisterschaften gewonnen hatte. Dritte wurde Barbara Abart, ebenfalls aus Italien, die ihre erste Medaille bei Großveranstaltungen gewann. Die Titelverteidigerin Sandra Lanthaler wurde Neunte.

## Doppelsitzer
| Platz | Name                                     | Zeit        |
| ----- | ---------------------------------------- | ----------- |
| 01    | Pawel Porschnew – Iwan Lasarew           | 2:16,16 min |
| 02    | Denis Alimow – Roman Molwistow           | + 00,65 s   |
| 03    | Wolfgang Schopf – Andreas Schopf         | + 01,22 s   |
| 04    | Reinhard Beer – Herbert Kögl             | + 01,40 s   |
| 05    | Armin Mair – Johannes Hofer              | + 01,53 s   |
| 06    | Alexander Jegorow – Pjotr Popow          | + 02,04 s   |
| 07    | Andrzej Laszczak – Damian Waniczek       | + 02,13 s   |
| 08    | Günther Innerbichler – Alex Innerbichler | + 02,17 s   |
| 09    | Harald Kleinhofer – Gerhard Mühlbacher   | + 02,35 s   |
| 10    | Simone Demé – Michael Squinabol          | + 03,28 s   |
| 11    | Lukas Wagner – Siegfried Truppe          | + 04,05 s   |
| 12    | Guido Hilgarter – Christian Hueter       | + 04,09 s   |
| 13    | Martin Graf – Harald Laimer              | + 06,17 s   |
| 14    | Björn Kierspel – Hansjörg Mühlbacher     | + 07,58 s   |
| 15    | Mario Gortnar – Jure Potočnik            | + 11,28 s   |
| 16    | Galabin Bozew – Slatomir Sdrawkow        | + 23,20 s   |

Datum: 7. Februar 2004 (beide Wertungsläufe)
Die Russen Pawel Porschnew und Iwan Lasarew, die ein Jahr zuvor bereits Zweite bei der Weltmeisterschaft waren, fuhren in beiden Wertungsläufen Bestzeit und wurden Europameister im Doppelsitzer. Ihre Landsmänner Denis Alimow und Roman Molwistow erzielten die jeweils zweitbeste Zeit und gewannen die Silbermedaille. Dritte wurden mit der jeweils drittschnellsten Zeit die Titelverteidiger und amtierenden Weltmeister Wolfgang und Andreas Schopf aus Österreich.

## Medaillenspiegel
| Platz | Land       | Gold | Silber | Bronze | Gesamt |
| ----- | ---------- | ---- | ------ | ------ | ------ |
| 1.    | Russland   | 2    | 1      | —      | 3      |
| 2.    | Österreich | 1    | —      | 2      | 3      |
| 3.    | Italien    | —    | 2      | 1      | 3      |